# Piae Cantiones

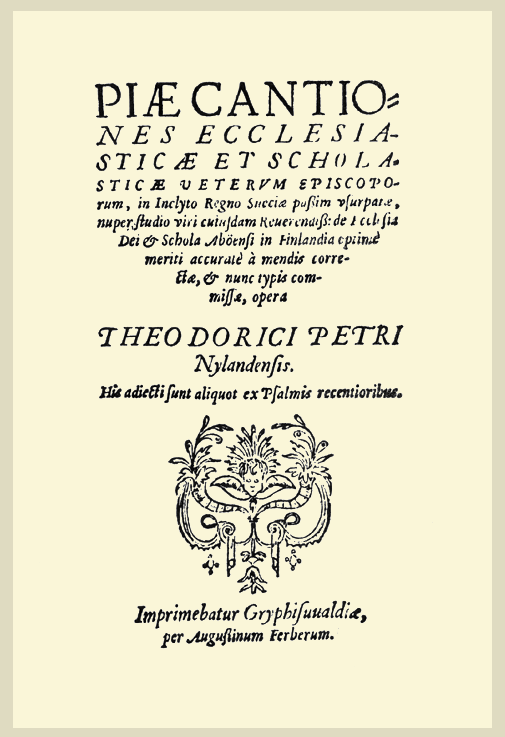
Piae Cantiones, 1625

Piae Cantiones ecclesiasticae et scholasticae veterum episcoporum é uma compilação de canções em latim da Idade Média tardia. Foi compilada por Jacobus Finno e publicada em 1582 por Theodoricus Petri Nylandensi (ca. 1560- ca. 1630). Ele veio de uma família aristrocática da Finlândia, e educado em  Rostock.
A colecção Piae Cantiones foi publicada em  Greifswald (part do território sueco durante 1648-1815 e agora na Alemanha) e inclui 74 canções em latim que eram executadas naquele tempo em escolas catedralícias finlandesas, mais notavelmente na catedral de Turku. A maioria delas eram religiosa por natureza mas algumas, por exemplo, Tempus adest floridum, eram canções de escolas musicais seculares. As letras na colecção testemunham uma natureza moderada da Reforma Protestante na Suécia. Apesar de algumas nuances católicas terem sido retiradas, muitas canções ainda carregavam traços fortes do culto a Maria Mãe de Jesus, como por exemplo Ave Maris Stella). Muitas canções são ainda utilizadas como canções de Natal, em particular Gaudete, Corde natus, Personent hodie e também Tempus Adest Floridum, que forma a melodia de "Good King Wenceslas".
Apesar de terem sido publicadas tardiamente, em 1582, as melodias de Piae Cantiones são medievais por natureza  A origem das canções e melodias varia. Muitas são orginárias da Europa Central mas algumas parecem ter sido escritas em países nórdicos. Existe uma controvérsia sobre se a obra total deva ser atribuída à Suécia ou à Finlândia. Na altura da publicação a Finlândia era parte da Suécia.
Versões posteriores desta coleção foram compiladas por Finns Henricus Fattbuur e Mathias Tolia. A tradução finlandesa de Piae Cantiones por Hemming of Masku é considerada o primeiro livro de hinos da Finlândia. Então Piae Cantiones é um produto da cultura católica medieval e menos um produto de uma única nação.
As canções de Piae Cantiones eram populares das escolas finlandesas até ao século XIX mas caíram graduadamente em desuso. No entanto, um novo ímpeto de interesse neste tipo de música antiga tornou-a muito popular e pertencem agora como repertório padrão de quaisquer coros finlandeses e suecos. Muitas das traduções de Hemming estão presentes, com alguma modernização, no livro oficial de hinos da Igreja Evangélica Luterana da Finlândia.

### Piae Cantiones- áudio
- 'Aetas carmen'
- 'Jucundare jugiter'